# ニキータ (テレビドラマ)
『ニキータ（原題：La Femme Nikita）』は、1997年から2001年にかけてカナダで製作されUSAネットワークで放映されたペータ・ウィルソン主演の海外ドラマ。日本ではテレビ東京系列やAXNで放送され、カルト的な人気を博する。AXNでは2010年、マギー・Q主演の『NIKITA / ニキータ（原題：NIKITA）』を放映することになったため、AXNでも既に放映済であったこのカナダ版のニキータシリーズを『ニキータ』から『ニキータ1997』に名称変更し、新しい米国版のニキータシリーズのほうを『NIKITA / ニキータ』と表記して区別している。

## 原作・リメイク映画・NIKITA / ニキータとの違い
ストーリーはリュック・ベッソン監督のフランス映画『Nikita』をリメイクしたものである。しかしながら、シリーズ初期の設定と中盤に共通点を見いだせるのみで、基本的には独自のストーリーが展開する。このカナダ版のテレビドラマシリーズでは、ニキータとマイケルの微妙な恋愛感情や信頼関係、組織内での人間関係の理（あや）や駆け引きの描写に多くの時間が割かれており、映画版と様相が大きく異なっている。とりわけ、ニキータやマイケル、マデリンに相当する女性役などの最終的な処遇・結末が大きく変更されている。このテレビドラマシリーズは中盤以降、完全にオリジナルのストーリーが展開されていると言って何ら過言ではない。
ドラマの舞台も、映画ではフランスであったが、本作では北米英語圏やヨーロッパが主である。町の看板の言語、エキストラの人種などを見ても、フランス国内を舞台として意識しているわけではないことが分かる。たまに、アジア・ヨーロッパなどで作戦が行われているシーンもあり、捕虜となった敵の工作員も英語やフランス語以外の外国語を話している事がある。しかし、セクション・ワンが破壊されたシーンを見ると、映画と同様、パリに本部がある事は明白である。ただし、セリフは英語が多く使われており、主な登場人物は主演のペータ・ウィルソンを除くと北米系の英語を話している。
なお、2010年に今度は米国版のテレビドラマシリーズとして『NIKITA / ニキータ』がリメイクされることになったが、内容だけでなく組織名等もこちらのカナダ版とは異なっている（例えば、米国版テレビシリーズ『NIKITA』では“セクション・ワン”に相当する組織が“ディヴィジョン”になっている）。但し、カナダ版でも米国版でもマイケル役、バーコフ役の配役の骨格だけは共通している。

## ストーリー
家出少女でホームレスに近い自由で気ままな生活をしていたニキータは、ある日、町の裏路地で警察官殺害の現場を目撃する。真犯人が逃走した後、現場に取り残されていた彼女は、無実の罪で長期の懲役刑に処せられてしまう。
見知らぬ部屋で目覚めた彼女は、マイケルと名乗る男に“セクション・ワン”と呼ばれる政府の対テロ特殊部隊に入るよう言われる。最初はセクションに反抗していた彼女だが、天性の才能があるのか、マイケルやオペレーション（長官）、副官の女性マデリーンの指導の下、対テロのオプラティブ（工作員）として訓練することとなる。
任務を着実にこなすうちセクションに慣れて来たニキータではあったが、依然として暗殺集団の一員として冷徹になり切れない。そして彼女は、人を殺したり傷つけること、自分の友人を騙したり、仲間の工作員をも犠牲にして行動するセクションに疑問を感じ始める。次第にニキータは、オペレーションやマデリンの冷徹な方針、マイケルの態度や愛情に不信を感じはじめる。そして自分がセクションに連れて来られたのは偶然ではなく、仕組まれていたのだと断片的に分かるようになると、その不信感はさらに増大する。
そんなある日、セクションの存在を超えたオーバーサイトとのコンタクトをひそかに取り始め、事態は急展開を始める。
ニキータがキャンセル（処分）されそうになり、マイケルの助けを借りて脱走中、密かにニキータは、オーバーサイトのミスタージョーンズと名乗る人物（ミック）から話を持ちかけられる。セクションの中で密偵をする代わりに、自分がどうして無実の罪を着せられセクションに連れて来られたかを解明する事、そしてセクションの非人道的な部分を排除するように約束をしていた事が判明。暫くセクションに戻り密偵を繰り返していたものの、再度、マイケルと逃亡をしかける事を偽装して、わざとつかまる。処分直前でミスタージョーンズ（ミック）は逆にマデリーンを処分し、マイケルをも処分した（マイケルはニキータの偽装）。
セクションはその後、ミスタージョーンズとニキータが主導権を握るようになるが、実はミスタージョーンズ（ミック）は影武者であり、本物のミスタージョーンズは、ニキータの父親であった事が判明。その後、二人三脚で行動するものの、ミスタージョーンズはニキータに後をついで欲しい一心であるのに対し、ニキータにはその気がない。マイケルの子供アダムが敵対組織であるコレクティブに誘拐され、それを知ったマイケルは、コレクティブに協力をするふりをして潜入。ミスタージョーンズは、アダムの身代わりになる代わりにニキータに跡を継ぐように言い残し、殺される。マイケルはアダムが成長するまで、密かに暮らす事となり、ニキータは、セクションで新たな“オペレーション”となり、マイケルが戻って来るのを待つ事となった。

## 登場人物
ニキータ：ペータ・ウィルソン （全シーズン）
元ホームレス風不良少女。偶然通りかかった町の路地で警察官殺害の無実の罪を着せられ、終身刑を宣告される。獄中で自殺したと偽装され、セクション・ワンにスカウトされる事となった。その後、マイケルによって2年間工作員・暗殺要員としての訓練を受け、反テロ組織セクション・ワンの容姿を武器とする工作員（オペラティブ）になる。仕事の役割は、男性を誘惑するものから暗殺まで、多岐に渡る。元来無実の罪を着せられていただけなので、人間的な感情や同情心等を失っておらず、非常に冷徹なセクション・ワン所属の工作員たちと頻繁に衝突を繰り返す。マイケルとは恋愛関係に発展する。コードネームはジョセフィーヌ（Josephine）。
マイケル：ロイ・デュプイ （シーズン1-4 出演  シーズン5 ゲスト出演）
1984年にパリで発生した大学生反体制デモの元活動家。感情を表に出さない冷徹な男性。Michael Samuelleという偽名を使っている。刑務所に送られた時にセクション・ワンにスカウトされたため、獄中で自殺した事にされ、すぐにリーダーとして頭角を現す。その後、シモーヌと呼ばれる東洋系の血筋が入った女性工作員と一緒になるが、彼女が作戦の途中で行方不明となったためか、感情を完全にシャットダウンしてしまった（彼女は、のちに囚われの身で生きていた事が判明するものの、第1シーズンでニキータとマイケルを逃がすために更に犠牲となる）。マイケルは、ニキータから影響を受けるまでは心を閉ざした冷徹・冷酷なだけの工作員であった。他方、潜入作戦の為、テロリストの娘（一般人）と偽装結婚を長年しており、アダムという実の子供までいた。その後、この子供が原因でセクションに波乱が巻き起こる。コードネームはジャーク(Jacques)。
オペレーション（長官）：ユージン・ロバートグレイザー
セクション・ワンで容赦のない指令を出す冷徹な人物。一部の人間からはポールと呼ばれることがある。ベトナム戦争の軍人で、ベトナムでの経験から、セクション・ワンに入り、長年オペレーションとして、君臨してきた。過去の結婚（ベトナム戦争中に失踪したと一般社会では認識されている為、現在は破綻）で不良息子が一人いたが、作戦に参加し、殺された。ニキータやマイケルの上官として、常に高圧的な態度をとり続け、時には彼らを抹殺する計画すら立てる。副官のマデリーンとは恋人未満の様な関係であったが、最終的にはマデリーンの自決で完全に関係が終わる。バーコフの死後、新たにコムの長に就任したクィンと一時期関係を持つ事となる。マイケルの子供アダムを救う為、テロリストにより殺害される。
マデリーン：アルバータ・ワトソン （シーズン1-4 出演  シーズン5 ゲスト出演）
セクション・ワンの副官的存在の女性。オペレーションからの信頼は厚いものの、助ける事もあれば、敵対する事もある（マデリーンの名前は日本語吹き替えでは、何故かマデリーヌと呼ばれている）。心理的分析が得意であり、常に表情一つ変えることなく、冷血な命令を下す。双子の妹がいたが、子供の頃人形を取り合った事が原因で事故を起こし、死なせてしまう。以降、「自分の地獄」を作り出し、冷徹な人間に変わった。ニキータがセクション・ワンに入った頃は、比較的、温和な雰囲気を見せており、自分を母だと思うようにとニキータの訓練の時に諭していたものの、第2シーズンに入った辺りから、微笑んでも目だけは笑っていないなど、極めて冷酷な人物として描かれている。シーズン4最終話でニキータによる査問中に『処分されるぐらいなら・・・』と自分で毒薬を飲んで自害する。他の登場人物と比べると髪形をよく変えている。
シーモア・バーコフ/ジェイソン・バーコフ：マシュー・ファーガソン
セクション・ワンのカム（指令）を通信し、機械的な分析や情報操作などを行う天才技術者。普段は冷静でメカニックスに長けており、その分野ではセクション・ワンの中では右に出る者はいない。しかし、戦闘訓練を受けていない為、実際の戦闘行為には参加しない。普段は抑えているものの、ニキータには実は恋心らしきものを持っている為、ニキータがデートをするように盛り場へ連れて行ったとき、ニキータを誘おうとしたり、偽者のニキータに誘惑され関係をもって有頂天になったシーンもある。物心が付く前からセクション内にて閉じ込められていた。実は、数十年前に在籍していた女性オペラティブの双子のうちの一人。もう一人の子、弟ジェイソンはウォルターのコイントスの選抜方法によりクロフォード家の養子に出されていた。兄シーモワ・バーコフは、自らが開発したAI（人工知能）の暴走を止めるため自ら命を絶つ。その後、養子に出されていたジェイソンがセクション・ワンに騙されて連れ戻され、兄の代わりをする様に再教育される。
ウォルター：ドン・フランクス
セクションの備品武器管理及び開発担当。マデリーンの台詞からもうかがえるように、60代くらいの人物で、オペレーションよりも、セクション・ワンには長く勤務している。恐らくセクションの中では最長老であり、生き字引。バーコフと同様にニキータとマイケルの関係には協力的であり、比較的人間らしさを残しているセクションメンバーの数少ない一人。ニキータたちを助ける為、セクションの規約やルールを破る事がたまにあり、危機に陥る事がある。焦ったとき危機的な状況に陥り易く、機嫌が悪くなると格納庫のシャッターを閉めてこもってしまう。
ケイト・クィン：シンディー・ドレンク
シーモワ・バーコフが死亡した後、カム（指令）の長となった女性。初期には不慣れな作業に手間取り、失態を繰り返していた。マデリーンがセクションからいなくなった後、一時期、オペレーションの相手の女性となった（それもある事情が裏にあった）。比較的、オペレーションや反ニキータ側の人物につく事が多いので、あまりニキータたちには信用されていない。
カーラ：アナイス・グラノフスキー
ニキータのアパートの隣人。ニキータがセクション・ワンでの2年間の訓練を終え、オペラティブとして社会に出て働く事となった頃から暫くの間、セクション以外でのほぼ唯一の親友だった。大工を生業としていると語っており、男運悪いのか、とんでもない彼氏とばかり付き合ってしまい、ニキータをたまに激怒させる事もあった。シーズン1の終わり頃、セクションを抜け出していたニキータが引越しした為、関係が疎遠となっていたが、シーズン2の中盤頃に再会し、友人関係に戻る。ところが、実は、セクションを作ったエイドリアン（死んだものとされていた）率いる、反セクション集団の工作員であった。なおシーズン2で最終的に死亡。

## 豆知識
- 主演のペータ・ウィルソン、ロイ・デュプイの英語には多少北米の標準英語とは違うアクセントまたは訛りが入っているが、これは、ウィルソンがオーストラリア出身、デュプイはカナダのフランス語圏出身であるためである。劇中、ロイがフランス語を話すシーンが何度かある。また、クィン役のシンディー・ドレンクは劇中で常にイギリス訛りの発音で話しているものの、カナダの女優である。オーディション時にドレンクが「イギリス英語の発音が特技だ」と言った為、監督が面白く思い、そのままイギリス英語の役として採用したという事情がアメリカで発売されたシーズン5のDVDのインタビューで語られている。

- ペータは、以前モデル・インストラクター関連の仕事をしていたため、引き締まった体をしている。なお、彼女のブロンドは染めているものなので、たまに根元に染め残しが出ていることがある。

- マデリーン役のアルバータは、米国ドラマ『24 -TWENTY FOUR-』の第4シーズンからエリン・ドリスコルとして出演し、マデリーンと似たようなキャラクターを演じている。長官役のユージン・ロバート・グレイザーも『24』第2シーズンの2つの回でテロ首謀者の友人役で登場した。

- 実は、制作費の金銭的な問題で第4シーズンで終了する予定だったのだが、終わり方があまりにも唐突であったため、ファンが納得せず、第5シーズンまで急遽作成される事となった。この第5シーズンの制作費はファンが寄付したと言われている。そのため、第5シーズンは通常のシーズンとは違い、放送回数が少ない[1]。

## 日本語吹替
- ニキータ - 高乃麗
- マイケル - 鈴置洋孝
- 長官 - 堀勝之祐
- マデリーン - 一城みゆ希
- ウォルター - 仁内建之（#44まで）/西村知道（#45以降）
- バーコフ/ジェイソン - 田中一成
- クィン - 深水由美
- カーラ - 水谷優子